# Salón de la Fama de las Mujeres de Singapur
Salón de la Fama de las Mujeres de Singapur es un homenaje que se le hace a las mujeres más importantes de la historia de Singapur. Fue creado en 2014 por el Singapore Council of Women's Organisations (SCWO) para celebrar los logros y contribuciones de las mujeres y documentar y compartir sus historias.
SCWO presentó su primer salón de la fama en 2005, colgando en sus oficinas las fotos de nueve mujeres. En 2012, tras un largo proceso de investigación y selección, añadieron otras noventa y nueve mujeres destacadas en varias disciplinas a su lista. Su presidente, Laura Hwang, afirmó que el Salón de la Fama serviría como depósito para registrar el trabajo de las mujeres en Singapur, tanto del pasado como del presente. Además, dijo que tener una plataforma digital serviría para que más mujeres pudieran ser añadidas y que más personas pudieran acceder a la información, por lo cual en 2014 lanzaron su plataforma digital.
Entre las homenajeadas, figura Chan Choy Siong, que integró parte de la lista de nominadas del 2015.Otras mujeres homenajeadas han sido Anita Sarawak, Anne Elizabeth Wee, Catherine Lim, Gloria Lim, Georgette Chen, Halimah Yacob, Jackie Yi-Ru Ying, Kwa Geok Choo, Lam Lay Yong, Laurentia Tan, Lee Choo Neo, Margaret Leng Tan, Miranda Yap, Noeleen Heyzer, Sarah Winstedt, Theresa Goh, Yip Pin Xiu.
Los honores del Salón de la Fama de las Mujeres de Singapur se dividen en 13 áreas, aventureras y exploradoras, defensa y activismo, arte, cultura y entretenimiento, empresas de negocios, comunidad y trabajo social, educación, medio ambiente y conservación, salud, gobierno, ley, tecnología científica, deportesy uniformadas. Los premios son entregados por miembros del Parlamento de Singapur.